# Domenico Javarone
Domenico Javarone (New York 1913 – Roma, 3 dicembre 1979) è stato un giornalista e scrittore italiano.

## Biografia
Nato in America nel 1913, ma originario di Castellammare di Stabia, Javarone ritornò in Italia dove studiò a Napoli e si laureò a Roma. Entrò presto all'Ente Nazionale Cellulosa come capo-ufficio stampa e fino al 1978, quando andò in pensione, non abbandonò l'Ente di cui era diventato direttore generale.
Esordì come scrittore con una raccolta di storie brevi: Una volta nella mia città, a cui seguì il racconto Morto solo; ma il suo libro più importante è Un inverno a Praga, edito da Vallecchi intorno agli anni cinquanta. Scrisse anche una biografia di Ezio Taddei, Vita di uno scrittore, e un libro sulle isole della Dalmazia. Ma il suo maggiore impegno lo dedicò alle riviste letterarie: con Giancarlo Vigorelli fondò L'Europa letteraria e dal 1967 con Gianni Toti ideò e diresse la rivista Carte segrete, a cui affiancò una omonima casa editrice.

## Premi
- 1950 - Premio Saint-Vincent per il giornalismo

## Opere
(elenco parziale)
- Morto solo : racconto, Milano, Roma, Bocca, 1954.
- Gente in Dalmazia, Roma, G. Casini, 1957.
- Vita di scrittore : Ezio Taddei, prefazione di Giancarlo Vigorelli, Roma, Macchia, 1958.
- Un inverno a Praga : romanzo, Firenze, Vallecchi, 1961.